# Distrito Escolar de Sausalito Marin City
El  Distrito Escolar de Sausalito Marin City (Sausalito Marin City School District o SMCSD en inglés) es el distrito escolar en California, Estados Unidos. El distrito tiene escuelas en Sausalito, y un área no incorporada (Marin City). Tiene su sede en la Bayside/Martin Luther King, Jr. Academy en Marin City. Tenía su sede en la Bayside Elementary School en Sausalito.

## Escuelas
- Bayside/Martin Luther King, Jr. Academy (Marin City)
- Willow Creek Academy (Sausalito)

Ex-escuelas:
- Bayside Elementary School (Sausalito)